# Johanna van Hasselt-Barth
Johanna van Hasselt-Barth   (Viena, 1841 - 1918) va ser una cantant d'òpera (soprano) alemanya.
La filla d'Anna Maria Wilhelmine van Hasselt-Barth i Gustav Barth va començar el seu treball escènic el 1861 (o 1866/1867 a St. Gallen) i va acabar el mateix el 1885. Va treballar tant com a soubrette d'òpera, com a cantant de coloratura i com a amant animat i va marcar en els seus compromisos Augsburg, Würzburg, Mainz, Estrasburg, Breslau, als teatres de la cort de Hannover, Coburg (1870 a 1872), Karlsruhe, Königsberg (1884 a 1885) etc. grans aplaudiments com "Ännchen", "Zerline", "Rosine", "Dinorah", "Susanne", etc. com "Picarde", "Madeleine" a "Urbild des Tartüffe", "Franziska" a Minna von Barnhelm, "Puck", etc.
Retirada de l'escenari, es va establir a Berlín, on va treballar com a professora de cant amb èxit.